# Xã Garfield, Quận Newaygo, Michigan
Xã Garfield (tiếng Anh: Garfield Township) là một xã thuộc quận Newaygo, tiểu bang Michigan, Hoa Kỳ. Năm 2010, dân số của xã này là 2.537 người.